# Chipping Sodbury
Chipping Sodbury – miasto w Wielkiej Brytanii, w Anglii w South Gloucestershire, położone nad rzeką Frome. Miasto rozwinęło się wraz z rozwojem sąsiedniego Yate, tworzy z nim konurbację o wielkości 26 855 mieszkańców (2001 r.). Miasto posiada najprawdopodobniej najszerszą ulicę w Anglii i jedną z najszerszych głównych ulic w Europie.

## Nazwa
Dość szokująca dla mieszkańców (wyraz sod w języku angielskim należy do kategorii czynności nieprzyzwoitych) wywodzi się ze staroangielskiego Soppanbyrig oznaczającego fort Sloppy. Chipping oznaczało targ. 

## Osoby związane z miastem
- J.K. Rowling, autorka cyklu powieści o Harrym Potterze urodziła się w miejscowym szpitalu,
- Edward Jenner – odkrywca szczepionki przeciwko ospie.

## Galeria

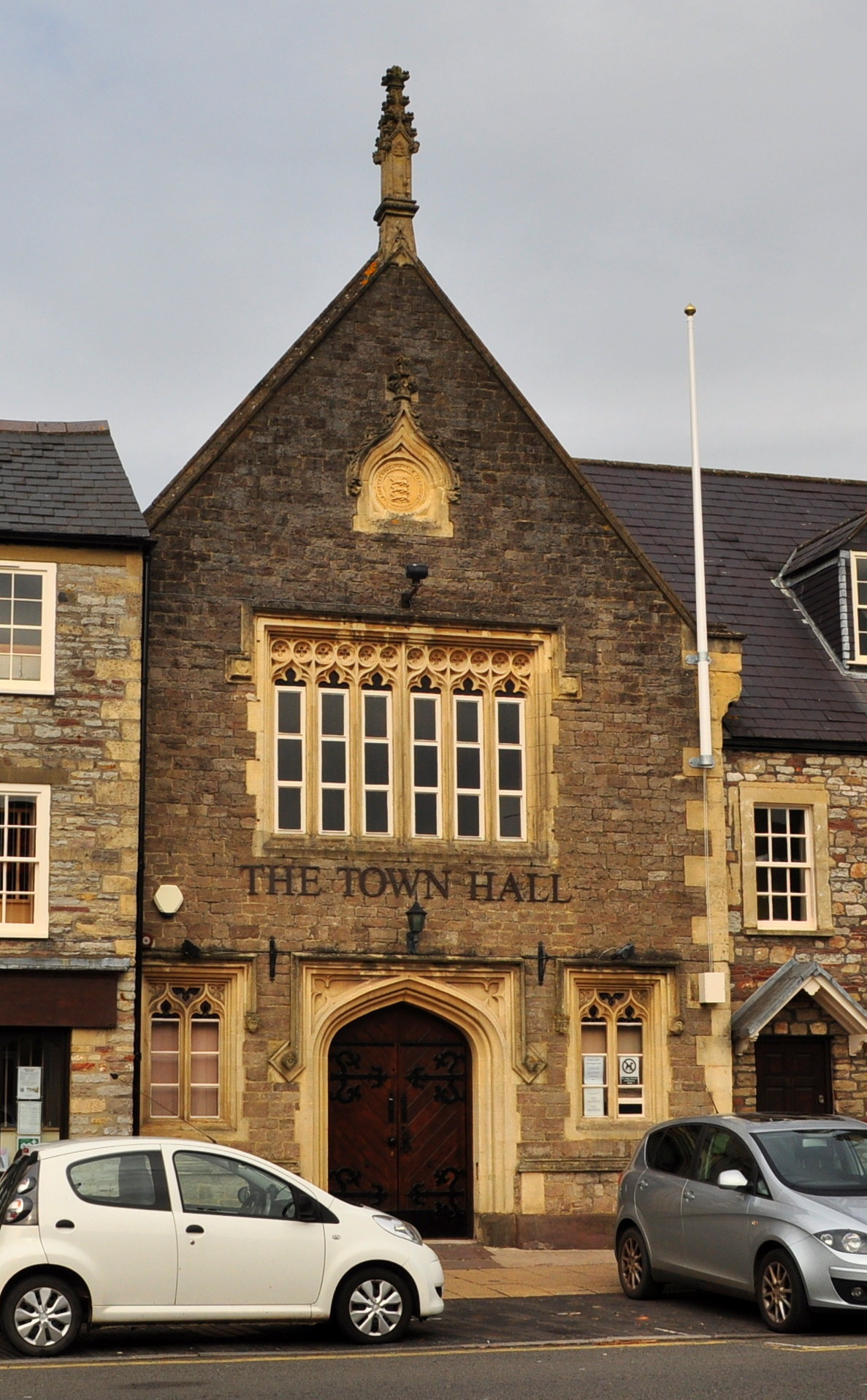
Ratusz
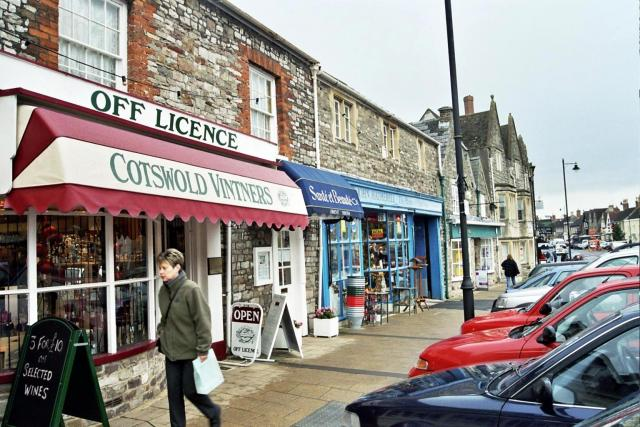
High Street
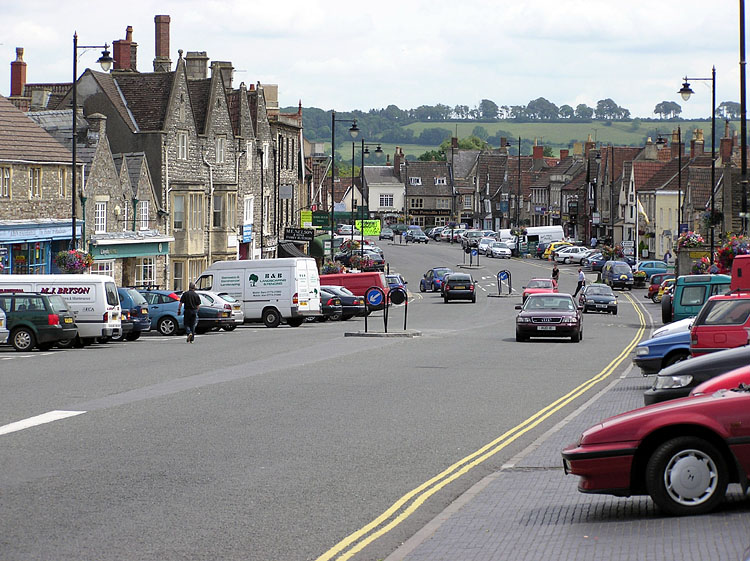
Widok głównej ulicy